# Zodarion affine
Zodarion affine är en spindelart som först beskrevs av Simon 1870.  Zodarion affine ingår i släktet Zodarion och familjen Zodariidae.
Artens utbredningsområde är Spanien. Inga underarter finns listade i Catalogue of Life.